# Шишкар ялиновий
Шишкар ялиновий (Loxia curvirostra) — вид горобцеподібних птахів родини в'юркових (Fringillidae).
Гніздяться в ялинових лісах Північної Америки, де він відомий як «червоний шишкар», та в Європі й Азії. Деякі популяції (підвиди) також гніздяться в соснових і псевдотсугових лісах всіх трьох континентів. Створює гнізда виключно на хвойних деревах, відкладає 3-5 яєць.

## Опис
Довжина тіла — до 17 см, розмах крил — 27-31 см, вага — 28-40 г, тривалість життя — 7 років. Птах розміром більший за горобця. Самці і самки дуже відрізняються за забарвленням. Дорослий самець майже повністю яскраво-червоний. З віком забарвлення самця стає насиченішим. Задня частина черева і підхвістя сірі. На бурих покривних перах крил червоний відтінок. Махові і стернові пера бурі. Ноги темно-бурі. Самка сірувато-зелена, на спині помірна темна строкатість, поперек і надхвістя жовтувато-зелені. Молодий птах сірувато-білий, з густою темною строкатістю. Шишкар має велику голову, чіпкі лапи, що дозволяють йому підвішуватись на шишках вниз головою, і глибоко вирізаний хвіст. Птах легко визначається за незвичним дзьобом (як у соснового шишкаря, але не таким товстим і менш загнутим) — він хрестоподібний, верхня щелепа перехрещується з нижньою. Цікаво, що пташенята з'являються на світ з нормальним дзьобом, як у більшості птахів.
Від білокрилого шишкаря відрізняється відсутністю білих смуг на крилах, від соснового шишкаря — вужчим дзьобом і дещо меншими розмірами.
Пісня — щебетливі трелі; часто подає характерний крик «піт-піт».

## Поширення
Ялиновий шишкар поширений у хвойних, насамперед ялинових, та мішаних лісах Європи, Північно-Західної Африки, Північної і Центральної Азії, Філіппін, Північної і Центральної Америки (на півдні до Гватемали). Повсюдно поширений в тайзі. На півдні Європи трапляється в горах (в поясі хвойних лісів), віддаючи перевагу висотам від 1200 до 2000 м над рівнем моря. У позагніздовий період, під час неперіодичних нальотів, шишкар поширений ще більш широко. Він залітає в Ісландію, на Ведмежий острів, Казахстан, Монголію, Камчатку. Іноді залітає в Гренландію, на Бермуди і в Каліфорнію. Ніколи не трапляється в кедровниках.
В Україні осілий, кочовий і зимуючий птах північного сходу Полісся, Карпат і Кримських гір. Зимує також в лісовій та лісостеповій смугах.

## Підвиди
- Loxia curvirostra curvirostra
- Loxia curvirostra himalayensis
- Loxia curvirostra japonica
- Loxia curvirostra luzonensis
- Loxia curvirostra minor
- Loxia curvirostra pusilla
- Loxia curvirostra stricklandi

## Спосіб життя

### Живлення
Раціон ялинового шишкаря не є дуже багатим — він живиться насінням шишок хвойних дерев. Саме тому в разі неврожаю кормів ці птахи кочують по лісах у пошуках місць годування. Ялинові шишкарі мігрують зграями. У особливо багатих на їжу місцях ці птахи затримуються і виводять пташенят. Ялиновий шишкар має незвичайну будову дзьоба. Наддзьобок і піддзьобок схрещуються між собою, а їх гострі кінці виступають з боків дзьоба. За допомогою такого «пристрою» шишкар розкриває лусочки шишок і вибирає насіння. У пташенят дзьоб прямий. Коли молоді птахи починають годуватися самостійно, їх дзьоби змінюють форму.

### Розмноження

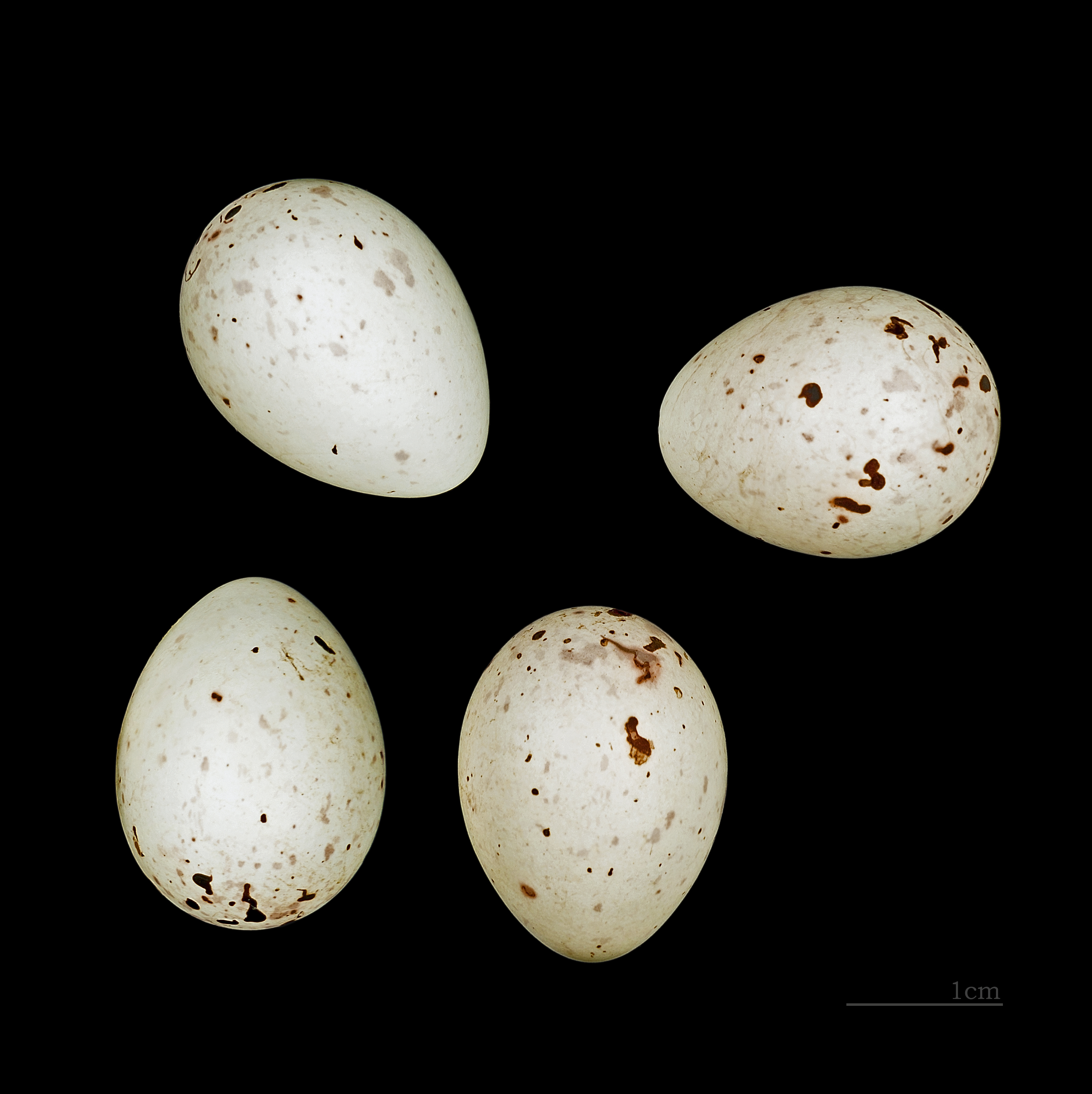
Яйця в оологічній колекції

Ялинові шишкарі, як і всі птахи, виводять пташенят тоді, коли є достатньо їжі. Пернаті турбуються про те, щоб її можна було легко знайти неподалік від гнізда, тому що в цьому випадку не треба надовго залишати яйця і пташенят без нагляду. Крім того, вони, покинувши гніздо, також не залишаться без їжі, тому пташенята у шишкарів з'являються не тільки взимку, але й восени та навесні. Проте найчастіше період гніздування припадає на грудень — травень.
Шишкарі будують гнізда тоді, коли всюди ще лежить глибокий сніг і бувають люті морози. Один з елементів шлюбного ритуалу цих птахів полягає в тому, що самець та самка годують одне одного насінням.
Після спаровування обидва птахи приступають до спорудження гнізда. Воно розташовується на ялинових лапах, під прикриттям гілок, які захищають птахів, що сидять на гнізді, а в майбутньому і пташенят від снігу та дощу. Гніздо шишкаря велике, добре утеплене — з тонких гілок, моху, лишайників і шерсті. Самка відкладає 3-4 яйця. Насиджування триває 12-13 днів. Пташенята шишкаря залишаються в гнізді близько 2 тижнів, проте й після вильоту з гнізда батьки продовжують їх догодовувати. У неврожайні роки багато пташенят гине.